# Федора Рогатинська
Федора (Софія) Рогатинська (пом. 1512) — руська (українська) княгиня, княгиня Кобринська (1491—1512). Донька Кам'янецького намісника Богдана Івашка Рогатинського і Овдотії (Євдокії) Андріївної, внучки князя Київського Володимира Ольгердовича. У 1507 році перейшла у католицтво і прийняла ім'я Софія.

## Життєпис

### Шлюб з Іваном Кобринським
Про життя Федори відомо мало. У 1473 році князь Іван Семенович Кобринський разом з дружиною Федорою заснували церкву Різдва Господнього в Добучині (нині Пружани). У 1478 році подружжя підтвердили запис діда Федори, Андрія Володимировича, який разом з дружиною Марією віддав маєток Осове Пречистинській церкві в Києві. У 1479 році Іван Семенович з Федорою підтвердили право священика Якуба управляти церквою Богородиці в Кобрині. 1484 року Іван від імені дружини судився з князем Семеном Івановичем Більським за володіння діда Федори Андрія Володимировича: Айну, Могильно, Словенск, Лешніцу і Полонну. За рішенням суду ці володіння були передані Федорі.
Іван Семенович переписав на Феодору третю частину свого майна, а після додав ще земель на 2 000 дукатів. У той же день Фодора переписала на чоловіка 2 000 злотих з двох частин володінь, отриманих від її дід. Шлюб був бездітним.
Після смерті князя Івана Семеновича, виконуючи передсмертну волю чоловіка, 10 червня 1491 року Федора переписала маєток Корчиці Спаському Монастирю в Кобрині.
Феодора отримала від великого князя Олександра підтвердження на право володіння третиною князівства. Володіла Кобринським князівством від 1491 до своєї смерті в 1512 році.

### Шлюб з Юрієм Пацом
У 1491 або 1492 році вдова була видана великим князем Олександром заміж за воєводу київського Юрія Паца. Була його другою дружиною, водночас їй король надав право використовувати Кобринське князівство, що було причиною зміни посади чоловіка, який став воєводою в Новогрудку..
У 1491 році Юрій відійшов від державних справ і почав керувати маєтками дружини. У 1505 або 1506 році Юрій помер, знову зробивши Федору вдовою. За право володіння князівством Феодора судилася з Анною, сестрою Івана Семеновича Кобринського.

### Микола Радзивілл Старий
У 1507 році Федора перейшла в католицтво під ім'ям Софія, а в наступному році вступила в третій шлюб. Її чоловіком став канцлер великий і воєвода віленський Микола Радзивілл «Старий». Федора стала його третьою дружиною. Проте вже у 1509 Миколай помер і Федора стала вдовою втретє.
Померла княгиня в 1512 році. За заповітом залишила пасинку Миколі Пацу володіння: двори Лемниці й Полонне, села Ходча, Олексиничі, Березовичі, Біла, та інше майно. Заповіла поховати себе в католицькій церкві в Рожанці.